# 鳥取砂丘 (水森かおりの曲)
「鳥取砂丘」（とっとりさきゅう）は、2003年4月2日に発売された水森かおりの11枚目のシングル。同年12月21日に12cm盤が発売された。

## 概要
- 当曲のロング・ヒットにより、水森は2003年大晦日のNHK『第54回NHK紅白歌合戦』に初出場を果たした。それ以降水森は、「ご当地ソングの女王」として同年以降も毎年ヒット曲を連発し、2020年の『第71回NHK紅白歌合戦』において、18年連続して出場継続中である。これは紅組歌手として坂本冬美（2020年・第71回、継続中）と同じ、歴代8位タイの記録となる（なお白組歌手も含めると、前川清と並んで史上19位タイ）。

- 2005年の『第56回NHK紅白歌合戦』の出場者選考の参考アンケートとしてNHKが実施した『スキウタ〜紅白みんなでアンケート〜』に紅組19位でランクイン（水森はこの年の紅白で、同年のヒット曲「五能線」を歌唱したため、当曲は歌唱されなかった〉。
- この曲でティンパニを演奏しているのは秋山気清（2002-2023NHKのど自慢鐘奏者）。秋山曰く、のど自慢以外で秋山の演奏を聴くことができる数少ない音源である[1]。

## 収録曲

### 8cm盤
1. 鳥取砂丘（5分12秒）
作詞：木下龍太郎／作曲：弦哲也／編曲：前田俊明
2. 天塩川（4分30秒）
作詞：木下龍太郎／作曲：弦哲也／編曲：前田俊明
3. 鳥取砂丘（オリジナルカラオケ）
4. 天塩川（オリジナルカラオケ）

### 12cm盤
1. 鳥取砂丘（5分12秒）
作詞：木下龍太郎／作曲：弦哲也／編曲：前田俊明
2. 鳥取砂丘（オリジナルカラオケ）
3. 鳥取砂丘（一般用カラオケ）
4. 天塩川（4分30秒）
作詞：木下龍太郎／作曲：弦哲也／編曲：前田俊明
5. 天塩川（オリジナルカラオケ）
6. 天塩川（一般用カラオケ）